# Sandra Ablamba Johnson
Pour les articles homonymes, voir Johnson.
Sandra Ablamba Ahoéfavi Johnson, née le 22 avril 1980 à Lomé, est une personnalité politique togolaise.
Docteur en science économique et experte en développement du secteur privé, elle a tout d’abord occupé le poste de ministre conseillère du Président togolais chargé de la cellule climat des affaires, avant d'être nommée le 28 septembre 2020, secrétaire générale de la présidence du Togo. Depuis février 2021, elle est également gouverneur du Togo auprès de la Banque mondiale.

## Formation
Titulaire d'un diplôme d'études supérieures spécialisées (DESS) en science économique en 2007 à l'université de Lomé, elle obtient plus tard un doctorat en science économique. En 2012 elle obtient un diplôme de programmation et politique financière de l'Institut du fonds monétaire international à Washington, ainsi qu'un diplôme en économie de l'emploi de l'académie du bureau international du travail à Turin en 2012.
Elle est co-auteur de plusieurs revues universitaires sur les questions de pauvreté, de financement du secteur agricole, d’économie et de finance inclusive.

## Parcours professionnel

### Début de carrière
Après ses études, Sandra Ablamba Johnson intègre le monde de l’économie. En 2008, elle est recrutée au ministère de l’Économie et des Finances et, plus tard en 2009, au ministère de la Planification du Développement et de la Coopération.

### Présidence de la République
Elle rejoint la Présidence de la République en 2012 en qualité d’économiste sénior au secrétariat technique du Conseil présidentiel pour l'investissement au Togo (CPIT), puis coordonnatrice adjointe de la cellule Millennium Challenge Account (MCA).
En août 2017, elle est nommée Secrétaire d’État, conseillère du président chargée du climat des affaires. À ce titre, Sandra Ablamba Johnson a assuré la coordination de la cellule climat des Affaires (CCA) placée sous l’autorité directe du chef de l’État dont la mission consiste en la mise en œuvre de multiples réformes dans le cadre de l’amélioration de l’environnement des affaires au Togo. Les travaux de la CCA ont permis au Togo de figurer dans le classement Doing Business 2020 de la Banque mondiale, premier pays réformateur d’Afrique et 3e pays le plus réformateur au monde,.
Elle est nommée en mars 2019, ministre déléguée conseillère du président chargé du climat des affaires. En septembre 2020, Sandra Ablamba Johnson est nommée Secrétaire Général de la Présidence de la République du Togo, remplaçant Patrick Daté Têvi-Benissan décédé le premier septembre 2020.
Depuis novembre 2020, Ablamba Johnson assure la présidence du Comité national du recensement (CNR). À ce titre, elle coordonne le cinquième recensement général de la population togolaise, qui permettra au gouvernement de mieux orienter sa politique de développement socioéconomique et de faire un meilleur suivi évaluation des programmes mis en œuvre dans le cadre de la feuille de route gouvernementale Togo 2025.

## Développement international
En 2019, Sandra Ablamba Johnson est présidente du comité d'organisation du premier forum Togo-UE.
Sandra Ablamba Johnson occupe depuis février 2021, le poste de gouverneur du Togo auprès de la Banque Mondiale.

## Distinctions et décorations
- Officier de l'ordre du Mono (2018)[13]
- Prix spécial pour le développement et la promotion de l'investissement privé au Togo de l'Observatoire africain pour la promotion de la bonne gouvernance (O.A.P.B.G) (2022)[14]
- Prix du leadership féminin au Togo de l'OAPBG (2022)[14]
- Prix de la Médaille d’or de la Ligue universelle du bien public (2023)[15]